# Secreto profesional
El secreto profesional es la obligación legal que tienen ciertas profesiones de mantener en secreto la información que han recibido de sus clientes. Al contrario de lo que ocurre con tipos de deberes de confidencialidad, el secreto profesional se mantiene incluso en un juicio.
Entre estos profesionales, cabe citar como casos más típicos el abogado, el médico, el enfermero, el psicólogo, el periodista, el contador o el trabajador social. Sin embargo, también puede haber otros casos de asesores o servicios que tengan ese tipo de obligación, por ejemplo los asesores fiscales (a veces incluidos dentro de los abogados) o las compañías de seguros. Cabe destacar que ante un procedimiento judicial y bajo las garantías legales establecidas, el juez puede establecer el levantamiento del mismo a cualquiera de los anteriormente citados a excepción de los abogados que estén actuando en el mismo.

## Antecedentes históricos
El secreto en las profesiones ha tenido un tratamiento antiguo en las diferentes costumbres y legislaciones. En el juramento se menciona – “todo lo que viere u oyere en mi profesión o fuera de ella, lo guardaré con sumo sigilo”. El juramento hebreo de Asaf que data de los siglos III y VII reza “no revelarás secretos que se te hayan confiado”, la tradición católica da un lugar especial a la confidencialidad en el Sacramento de Reconciliación o Confesión (Secreto de Confesión).
Pero para muchos analistas del tema, el secreto impuesto a determinadas actividades deviene de la época de los romanos. Por supuesto, aplicado en términos generales primero y luego en forma más específica a ciertas profesiones. En esa época existían dos formas de explicar la existencia de este secreto profesional: la «conmiso», en virtud de la cual la obligación de secreto se imponía debido a la existencia de una convención anterior a la confidencia, lo cual hacía convertir el acto de confidencia y recepción en una especie de pacto. La otra forma era la «promiso», que, al revés de lo antes señalado, suponía que primero se entregaba la confidencia y luego, inmediatamente de recibida, nacía para el depositario, por el solo hecho de la confidencia, la obligación de no revelarla. En el Corpus Juris del Derecho Romano, Digesto, (Ley 25 de Test. XXII, V) se hace referencia a la obligación de no propalar secretos respecto de abogados, procuradores y escribanos.
En la actualidad todas las profesiones establecen de diferentes maneras y en forma continua el derecho de las personas a la confidencialidad de aquellas informaciones obtenidas a lo largo de la relación con un profesional. Modernamente los códigos consideran que esta norma no es absoluta, es decir, que se consideran que hay situaciones particulares en las cuales no es obligatorio el secreto profesional, incluso en muchos casos se fijan explícitamente aquellas excepciones a la norma.

## Justificación del secreto profesional
El secreto profesional es una obligación de confidencialidad, que se impone por la necesidad de que exista una absoluta confianza entre el profesional y quienes acuden a solicitar sus servicios. Por ejemplo, un acusado podría no contar toda la verdad a su abogado si luego se pudiese obligar al abogado a declarar como testigo lo que le ha contado.
En otros casos, como el de los médicos, el secreto profesional se basa en el respeto a la intimidad del paciente.

## Casos similares
Existen casos paralelos pero con algunas diferencias en ciertas figuras religiosas como los sacerdotes.
Los sacerdotes tienen la obligación de mantener el secreto de confesión. Dicha obligación, sin embargo, es paralela a la ley, y deberá ser refrendada por el ordenamiento jurídico para que tenga validez ante el juez (lo cual ha planteado más de un problema a los sacerdotes citados como testigos).
La obligación de ese tipo, por lo tanto, es esencialmente moral, y no jurídica, y suele abarcar más de lo que abarca el secreto profesional propiamente dicho. Por ejemplo, el secreto de confesión impide a un sacerdote revelarlo, incluso cuando esté en peligro su propia vida, lo cual no ocurre en el secreto profesional.

## Clasificación del secreto profesional
Según la doctrina salmanticense existen tres clases de secretos:
1. El secreto natural es independiente de todo contrato, se extiende a todo lo que, ya sea descubierto por casualidad, por investigación personal o por confidencia, y no puede divulgarse. Aunque el depositario del secreto no haya prometido guardar secreto, ni antes ni después de habérsele manifestado el hecho o de haberlo descubierto, está obligado a callar, en virtud del precepto moral que prohíbe perjudicar a los demás sin motivo razonable.
2. El secreto prometido nace de un contrato, de la promesa de guardar silencio después de haber conocido el hecho, ya sea por casualidad, por investigación personal o por confidencia espontánea o provocada. Un mismo secreto puede ser a la vez natural y prometido. Será natural cuando la cosa de suyo requiera sigilo, pero si además va acompañado de una promesa, también será prometido.
3. El secreto confiado también dimana de una promesa explícita o tácita hecha antes de recibir la confidencia de lo que se oculta. Se le comunica que previamente ha prometido, expresa y tácitamente por razón de su oficio o al menos de las circunstancias, guardar silencio, y le es participado lo que se mantenía oculto, añadiendo que se le revela confiado en su promesa bajo el sello del secreto. El secreto pasa entonces a ser estrictamente confidencial o profesional; confidencial, cuando la confidencia se ha hecho a un hombre que está obligado por razón de su oficio a prestar ayuda o a dar consejo. Profesional cuando se ha confiado, ya de palabra, ya en sus acciones, a un hombre a quien su profesión obliga a asistir a los demás con sus consejos o cuidados, por ejemplo: abogado, contador, médico, sacerdote, consejeros de oficio.

Sin embargo, puede haber muchas otras clasificaciones de tipos de secretos profesionales. Riofrío recoge más de sesenta clasificaciones. No todos los secretos profesionales tienen el mismo grado de intensidad y de protección por parte del derecho. Por pertenecer al ámbito de la conciencia, los secretos de confesión y del abogado son los que más se custodian en el sistema jurídico; en el ámbito anglosajón incluso llegan a ser un "privilegio" que está sobre el resto de la legislación. En la teoría del cono de Riofrío ambos son secretos de grado 15, con la mayor protección debida. Le siguen en protección los secretos de los médicos, genéticos y demás corpóreos. Otros secretos como el de los comunicadores también se protegen, pero ceden más fácilmente ante las exigencias de la justicia o de otras eventualidades.

## Violación del secreto profesional
El secreto profesional se vulnera en los siguientes casos:
- Se puede producir daño en forma directa, es decir en forma consciente y premeditada.
- Se vulnera en forma no intencional pero directa.
- A través de una confidencia a otra persona.
- A través de una conversación informal, con ligereza.